# Jean Loubeyre
Jean Loubeyre fut un  ingénieur français qui conçut le premier véritable dérailleur arrière  à deux vitesses pour bicyclette (le "polycélère"),, apparu en 1895 (date du dépôt d'un brevet de l'inventeur). Il s'agissait d'une invention encore très discrète en ce temps, ce qui explique le peu de sources et mentions à son inventeur. En 1908, (trois ans après la publication de cette invention), cinq dérailleurs arrières seulement étaient commercialisés. Les premiers dérailleurs de série furent commercialisés sous la marque "Le Chemineau",. 
Mais il fallut attendre qu’un autre inventeur français, Joanny Panel, lance une version à trois vitesses en 1912 pour que le dérailleur connaisse une popularité véritable. On notera que cette invention fut prohibée lors du Tour de France jusqu'en 1937.